# Sariac-Magnoac
Sariac-Magnoac is een gemeente en dorp (fr.commune) in het Franse departement Hautes-Pyrénées (regio Occitanie). De commune telt 155 inwoners (2008). De plaats maakt deel uit van het arrondissement Tarbes.

## Het huidige dorp

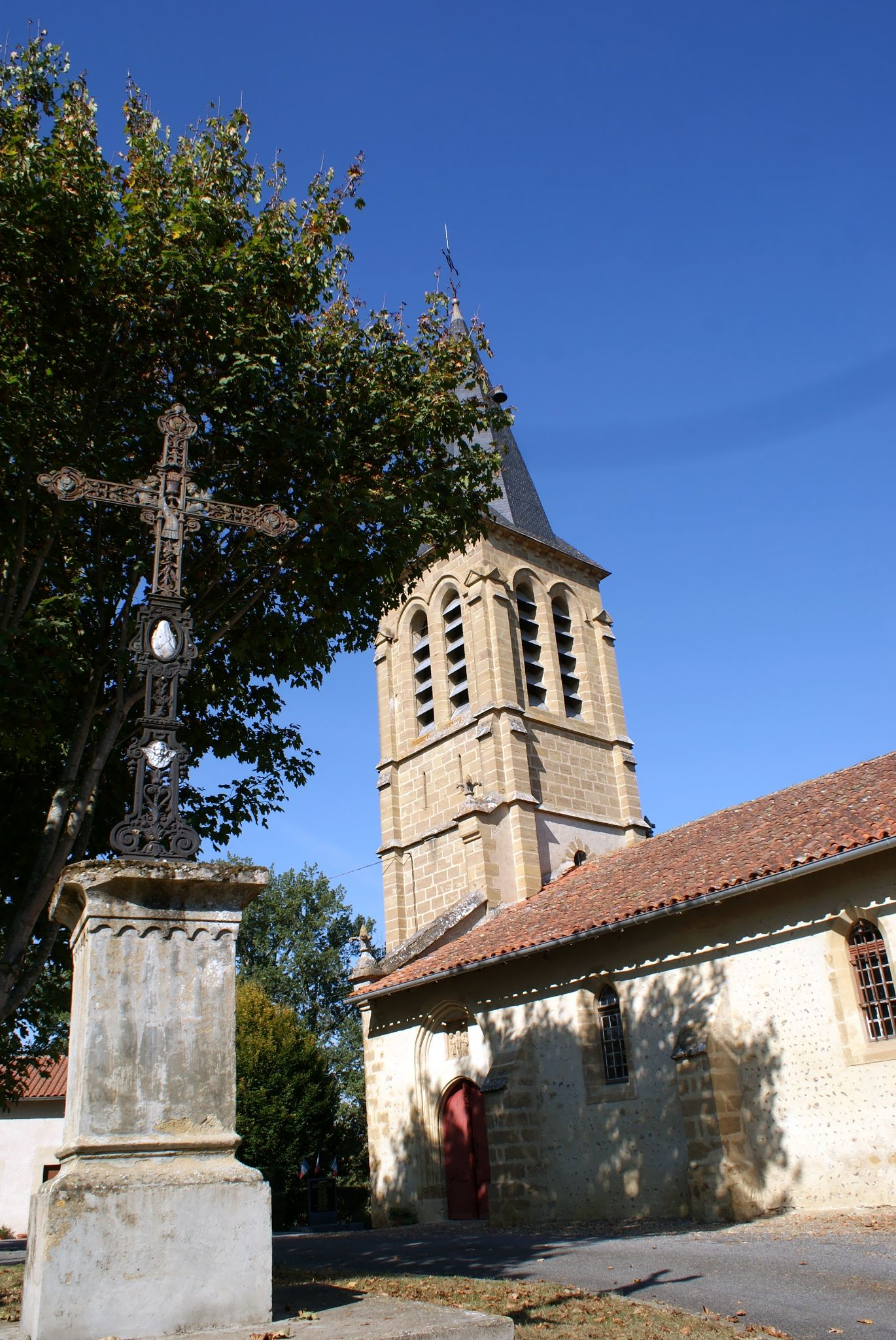
De kerk

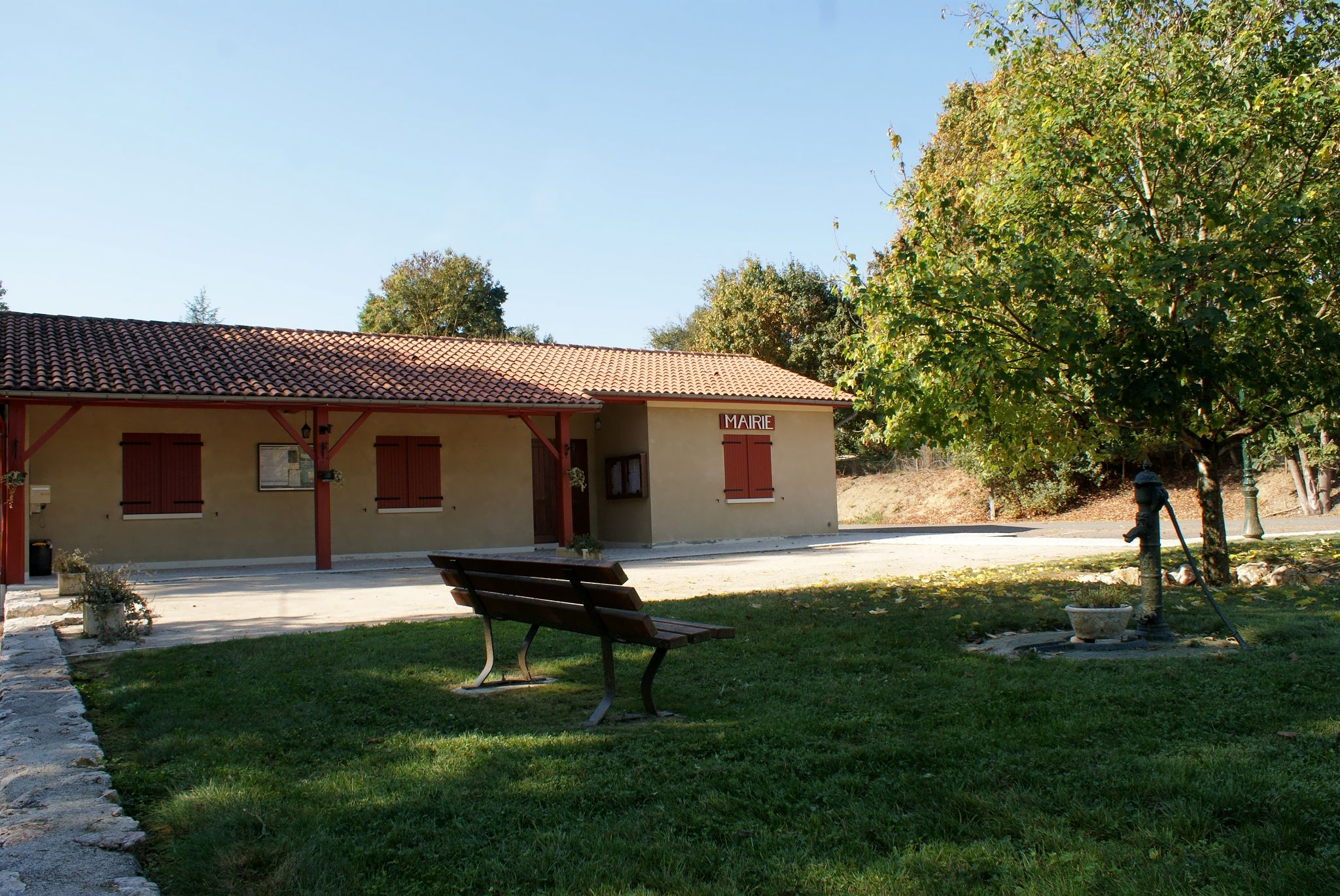
Het gemeentehuis

Sariac-Magnoac is gelegen aan de D21. In het oosten stroomt de Gers door de gemeente. Er is een gemeentehuis, een gemeentelijke feestzaal, een pomp, een tennisbaan en een gelegenheid voor het spelen van jeu de boules. De kerk staat op een heuvel. Hij heeft één uitpandige klok en één gebrandschilderd raam. Bij de kerk is een monument voor de gevallenen en een gietijzeren kruis. Aan de voet van heuvel staat een houten kruis. In het dorp is een café en een auberge.

#### De nabije omgeving
De onderstaande figuur toont de Sariac-Magnoac omringende communes.

## Geografie
De oppervlakte van Sariac-Magnoac bedraagt 10,7 km², de bevolkingsdichtheid is 14,5 inwoners per km². De Arrats de devant stroomt door de gemeente.

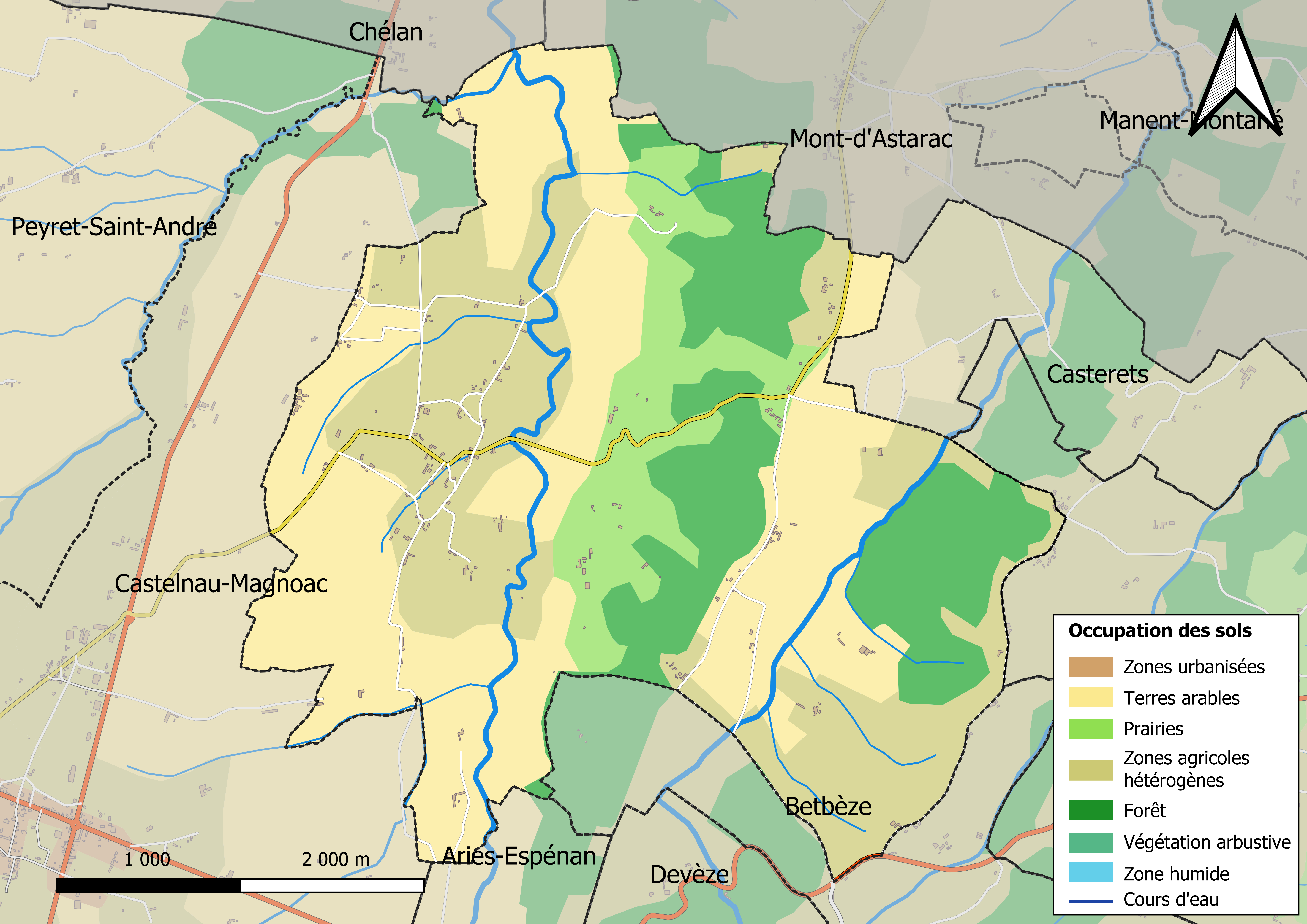
Kaart van de gemeente met belangrijkste infrastructuur, bodemgebruik en omliggende gemeenten

## Demografie
Onderstaande figuur toont het verloop van het inwonertal (bron: INSEE-tellingen).